# Marco Cimatti
Marco Augusto Guglielmo Cimatti (Bolonia, 13 de febrero de 1912-Bolonia, 21 de mayo de 1982) fue un deportista italiano que compitió en ciclismo en las modalidades de pista y ruta.
En ciclismo en pista, participó en los Juegos Olímpicos de Los Ángeles 1932, obteniendo una medalla de oro en la prueba de persecución por equipos. En ciclismo en ruta consiguió el Giro de Emilia 1934, la París-Évreux 1935 y la Milàn-Módena 1939. Además, ganó cuatro etapas en el Giro de Italia (tres en 1937 y una en 1938) y una etapa en la París-Niza 1937.

## Medallero internacional
| Juegos Olímpicos | Juegos Olímpicos             | Juegos Olímpicos | Juegos Olímpicos        |
| Año              | Lugar                        | Medalla          | Competición             |
| ---------------- | ---------------------------- | ---------------- | ----------------------- |
| 1932             | Los Ángeles (Estados Unidos) | Medalla de oro   | Persecución por equipos |